# Відьма (картина)
Відьма  — маловідома картина художника з Італії Сальватора Рози (1615—1673), представника Неаполітанської школи  живопису.

## Привабливість незвичного
З дитинства Сальватор мав потяг до всього незвичного. Батько був провінційним архітектором. І сина завжди дивувало каміння, що переставало бути диким і перетворювалось на капітелі, колони, склепіння. Хоча дике каміння було йому ближче і він залюбки малюватиме його в своїх картинах.
Ще незвичнішими були люди навколо, на ринках Неаполя, в порту, в печерах неаполітанських передмість. З довгим волоссям, неприбрані і дивацькі, вони незрозуміло чим займались, незрозуміло що їли, незрозуміло до чого прагнули. Сьогодні — торговці рибою, завтра — батраки на полі чи винограднику, післязавтра знялиь з місця і попрямували геть як кочівники. В Неаполі було вдосталь жебраків, мандрівних магів і шарлатанів, бандитів і людей без роду і місця в суспільстві. Емоційний підліток вдивлявся в незрозумілий світ невдах і замальовував тих, хто так вразив його. Пізніше вони стануть персонажами його картин і офортів — бандити, дезертири-вояки, божевільні, гравці в карти, відьма.

## Картина «Відьма»
Напівроздягнена і сива жінка, схожа на жебрака, сидить в пустельному місці серед каміння. Її ноги в магічному колі на кресленнях посеред запалених свічок. В руках заборонена книга з магічними формулами, яка вона вкотре бубонить під ніс. Стара не помічає а ні своєї оголеності, і ні сутінок, що переходять в темну ніч. Вона нікуди не поспішає, бо магічна формула ніяк не спрацьовує. Здається, її ніхто не чекає і поспішати їй нікуди взагалі. Художник не дає відповіді, добра чи зла ця відьма. Адже в тривожному світі Неаполя чи папського Риму було вдосталь незрозумілих і прихованих сторінок. Таємницю розгадувати художник залишав глядачам.